# حمله اعراب به خراسان
حمله اعراب به خراسان در آخرین مرحله از جنگ سنگین میان خلفای راشدین در برابر شاهنشاهی ساسانی رخ داد.

## پیش‌زمینه
در سال ۶۴۲ شاهنشاهی ساسانی تقریباً ویران شد و تقریباً تمام قسمت‌های ایران، بجز مناطقی از خراسان که هنوز در دست ساسانیان بود، فتح شد. خراسان دومین استان بزرگ شاهنشاهی ساسانی بود. این سرزمین مناطق شمال شرقی ایران، افغانستان و ترکمنستان را در بر می‌گرفت. پایتخت آن بلخ، در شمال افغانستان کنونی بود. در سال ۶۵۱ پس از کشته شدن یزدگرد سوم توسط ماهوی، مرزبان مرو، تبرستان توسط اعراب مسلمان مورد حمله قرار گرفت.